# Бен Нассер, Хассен
Хассен Бен Нассер (араб. حسان بين ناصر‎, фр. Hassen Ben Nasser, род. 16 декабря 1986, Тунис) — тунисский шоссейный велогонщик.

## Карьера
В 2005 году стал третьим на чемпионате Туниса. В следующем году он выигрывал генеральную, очковую и молодёжную классификации на Туре Фармаце Централе. А также стал победителем Тура Аэропортов.
В 2007 году он снова победил на Туре Фармаце Централе и двух этапах Тур Аэропортов. А по итогам сезона стал победителем Африканского тура UCI
В 2008 году выиграл два этапа на Туре Фармаце Централе и стал чемпионом Туниса групповой гонке. В 2012 снова стал чемпионом Туниса групповой гонке, а в 2016 в индивидуальной гонке.

## Достижения
2005
3-й на Чемпионате Туниса — групповая гонка
2006
1-й на Тур Фармаце Централе
5-й этап Тур Манша
Тур Аэропортов
1-й в генеральной классификации
5-й и 8-й этапы
2007
Африканский тур UCI
Тур Фармаце Централе
1-й в генеральной классификации
1-й и 8-й этапы
4-й и 7-й этапы на Тур Аэропортов
3-й на Тур Ливии
3-й на Чемпионате Туниса — групповая гонка
2008
 Чемпион Туниса — групповая гонка
Тур Фармаце Централе
6-й и 7-й этапы
2-й в генеральной классификации
2011
3-й на Чемпионате Туниса — групповая гонка
2012
 Чемпион Туниса — групповая гонка
2013
3-й на Чемпионате Туниса — индивидуальная гонка
6-й на Чемпионат Африки — групповая гонка
2014
 Чемпион Туниса — индивидуальная гонка
2015
3-й на Чемпионате Туниса — индивидуальная гонка
2016
3-й на Чемпионате Туниса — индивидуальная гонка
2017
2-й на Тур Аэропортов
3-й на Чемпионате Туниса — групповая гонка
3-й на Чемпионате Туниса — индивидуальная гонка
2018
3-й на Чемпионате Туниса — групповая гонка